# Maurizio Rasio
Maurizio Rasio (* 1963 in Mailand) ist ein italienischer Filmschaffender.
Rasio tritt, nachdem er an der New York University Regie- und Drehbucharbeit studiert hatte, seit 1989 in unterschiedlichen Funktionen in Erscheinung. Einem Engagement als Produktionssekretär für Paolo Poetis Fernsehproduktion Senza scampo folgte das Drehbuch für Sergio Martinos mittelmäßigen Sex-Thriller Sonias Exzesse (und dem von Martino produzierten La ragazza di Cortina)  sowie 1994 dem eigenen, weitgehend unbemerkt gebliebenen Ritorno a Parigi, ein Psychogramm gutbürgerlicher Freunde. Anschließend wirkte er als Autor für Formate wie „JTV“ oder „Obiettivo salute“ für das italienische Fernsehen. 2014 produzierte er die Dokumentarserie Alive: Storie di sopravvisuti.

## Filmografie (Auswahl)
- 1993: Sonias Exzesse (Graffiante desiderio) (Drehbuch)
- 1994: Ritorno a Parigi (Drehbuch, Regie)